# Eliot Teltscher
Eliot Teltscher (Rancho Palos Verdes, 15 de março de 1959) é um ex-tenista profissional estadunidense.

## Grand Slam finais

### Duplas
| Posição | Ano  | Campeonato    | Piso   | Parceiro   | Oponentes                      | Placar        |
| Vice    | 1981 | Roland Garros | Saibro | Terry Moor | Heinz Günthardt Balázs Taróczy | 2–6, 6–7, 3–6 |

### Duplas Mistas
| Posição | Ano  | Campeonato    | Piso   | Parceira       | Oponentes                   | Placar   |
| Campeão | 1983 | Roland Garros | Saibro | Barbara Jordan | Leslie Allen Charles Strode | 6–2, 6–3 |